# Alfred Barthelmeß
Alfred Barthelmeß, auch Barthelmess, (* 14. Juli 1910 in Kempten; † 3. November 1987) war ein deutscher Genetiker, Botaniker und Naturschutzhistoriker. Er war Professor an der Ludwig-Maximilians-Universität München.
Barthelmeß wurde 1934 in München promoviert und habilitierte sich dort 1940. Ab 1941 war er als Privatdozent tätig; 1957 wurde er außerplanmäßiger Professor. 1973 ging er in den Ruhestand.

## Schriften
- Über den Zusammenhang zwischen Blattstellung und Stelenbau unter besonderer Berücksichtigung der Koniferen (Dissertation). Akad. Verlagsges, Leipzig 1935.
- Mutationsversuche mit einem Laubmoos Physcomitrium piriforme. 2. Morphologische und physiologische Analyse der univalenten und bivalenten Protonemen einiger Mutanten (Habilitationsschrift). Borntraeger, Berlin 1941.
- Vererbungswissenschaft, (Orbis academicus II/2). Karl Alber Verlag, Freiburg i. Br. / München 1951.
- Moose. Heering, Seebruck am Chiemsee 1953.
- Gefährliche Dosis? Erbgesundheit im technischen Zeitalter. Herder Bücherei, Freiburg i. Br. 1959.
- Die Strahlenschädigung des Erbgutes, Bericht der Gesellschaft für Strahlenforschung, Neuherberg bei München 1963, 2. A. 1969, 3. A. 1974.
- Erbgefahren im Zivilisationsmilieu, Goldmann Verlag, München 1973.
- Wald – Umwelt des Menschen. Dokumente zu einer Problemgeschichte von Naturschutz, Landschaftspflege und Humanökologie, [Orbis academicus Sonderband 2/1]. Karl Alber Verlag, Freiburg i. Br. / München 1972, ISBN 3-495-47190-1.
- Vögel – Lebendige Umwelt. Probleme von Vogelschutz und Humanökologie geschichtlich dargestellt und kommentiert,  [Orbis academicus Sonderband I2/3]. Karl Alber Verlag, Freiburg i. Br. / München 1981, ISBN 3-495-47436-6.
- Landschaft: Lebensraum des Menschen. Probleme von Landschaftsschutz und Landschaftspflege geschichtlich dargestellt und dokumentiert. [Orbis academicus Sonderband I2/5]. Karl Alber Verlag, Freiburg i. Br. / München 1988, ISBN 3-495-47621-0.
- Hrsg. der Orbis academicus Sonderbände 2/1-5 Problemgeschichte von Naturschutz, Landschaftspflege und Humanökologie. Karl Alber Verlag, Freiburg i. Br. / München 1972–1988. Bd. 1, 3 und 5 von Barthelmeß. - Bd. 2/2: Dietrich Stahl: Wild. Lebendige Umwelt. Probleme von Jagd, Tierschutz und Ökologie. 1979. - Bd. 2/4 Leopold und Roma Schua: Wasser. Lebenselement und Umwelt. Die Geschichte des Gewässerschutzes in ihrem Entwicklungsgang, 1981.